# Daniel Payne
Daniel Payne (ur. 7 lipca 1966 w Burnaby) – kanadyjski zapaśnik walczący w obu stylach. Olimpijczyk z Seulu 1988. Szósty w stylu wolnym i odpadł w eliminacjach w stylu klasycznym. Startował w kategorii 130 kg
Jedenaste miejsce na mistrzostwach świata w 1987. Czwarty w Pucharze Świata w 1989 i piąty w 1990. Zdobył dwa brązowe medale na Igrzyskach Panamerykańskich i mistrzostwach panamerykańskich w 1987 roku.